# Bošáca
Bošáca (em húngaro: Bosác) é um município da Eslováquia, situado no distrito de Nové Mesto nad Váhom, na região de Trenčín. Tem 19,6 km² de área e sua população em 2018 foi estimada em 1.393 habitantes.

## Demografia
| Ano:        | 1994 | 2004   | 2014   | 2024   |
| ----------- | ---- | ------ | ------ | ------ |
| Broj ljudi: | 1367 | 1342   | 1393   | 1321   |
| Razlika:    |      | -1,82% | +3,80% | -5,16% |

| Ano:               | 2023 | 2024   |
| ------------------ | ---- | ------ |
| Número de pessoas: | 1334 | 1321   |
| Diferença:         |      | -0,97% |